# Astri Taube
Astrid ”Astri” Linnéa Matilda Taube, född Bergman den 9 december 1898 i Kungsholms församling i Stockholm, död 23 december 1980 i Maria Magdalena församling i Stockholm, var en svensk målare, grafiker och skulptör.

## Biografi
Astri Taube var dotter till hovkonstgjutaren Herman Bergman (1869–1954) och Emilia (Mélen) Tholff (1872–1962). Hon var gift med visdiktaren, trubaduren, författaren och konstnären Evert Taube från 14 januari 1925 till dennes bortgång 31 januari 1976, och blev mor till arkitekt Per-Evert (1926–2009), Rosemarie (1928–1928), Ellinor (1930–1998) och Sven-Bertil Taube (1934–2022) samt farmor till Jesper Taube och Sascha Zacharias.

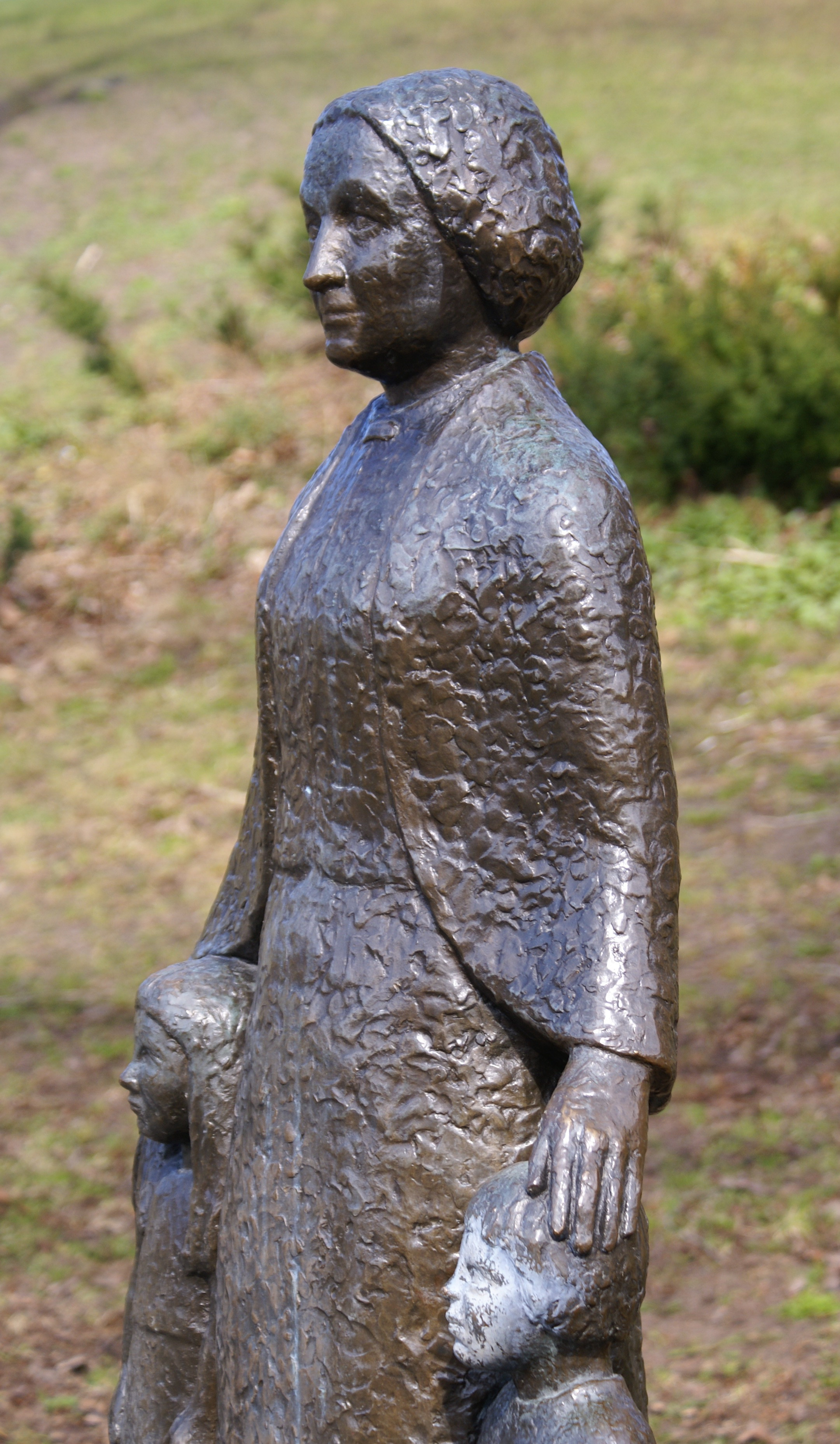
Bronsstaty föreställande Elsa Borg 1972 i Vitabergsparken i Stockholm.

Astri Taube föddes 1898 och växte upp i Stockholm som äldsta barnet i en syskonskara på fyra. Fadern drev Herman Bergman Konstgjuteri med en utställningshall. Hon kom därför tidigt i kontakt med många av tidens konstnärer, såsom Carl Milles, Carl Eldh och Christian Eriksson. Efter Franska skolan gick hon på Tekniska skolan, Sigrid Blombergs skulpturskola samt Caleb Althins och Carl Wilhelmsons målarskolor. År 1920 studerade hon i Paris och därefter fyra år på Konstakademien i Stockholm där hon bland andra hade sin gudfar Carl Milles som lärare. Under studietiden i Paris träffade hon Evert Taube och de gifte sig 1925. Efter bröllopet reste paret till Italien där de arbetade och studerade. De gjorde flera gemensamma utställningar, den första 1925 på Galleri Gummeson i Stockholm.
Tidigt i sin karriär ägnade sig Astri Taube åt konsthantverk och gravutsmyckningar, som göts och såldes genom Herman Bergman Konstgjuteri. Som ung gjorde hon utsmyckningarna till biografen Rio på Hornsgatan i Stockholm (nuvarande Folkoperan), vilken invigdes 1928. Till taket har hon modellerat eleganta hundar, fåglar, fiskar och blommor i vit stuck
Efterhand som barnen föddes fick Astri Taube ta allt större ansvar för familj och hem. Hon gjorde dock en stor mängd beställningsverk, framför allt porträtt, som var avgörande för familjens försörjning. Det var också hon som skaffade pengar för att köpa in tomten där familjens sommarställe Sjösala senare byggdes, bland annat genom försäljning av en fontänfigur till Finland. De egna barnen stod ofta modell för hennes skulpturer och hon porträtterade maken åtskilliga gånger. Den första gången hon skulpterade hans porträtt var 1920 i Rom och det sista porträttet, en minnesplakett, utfördes 1978.
Sin första separatutställning hade Astri Taube inte förrän 1974, men åren därefter och fram till sin död hann hon med mer än 25 egna utställningar. Hon målade också akvareller, ofta med motiv från Sjösala, Grekland och Provence eller med inspiration från makens visor. Hennes grafiska blad trycktes i Paris hos Fernand Mourlot. Men det är framför allt för sina barnporträtt som Astri Taube har gått till eftervärlden. Ett av dem finns på Moderna museet.
Ur hennes övriga produktion märks ett porträtt av skådespelaren Ulf Palme i Svenska statens porträttsamling på Gripsholm och medaljer och plaketter på Myntkabinettet. Fontänfiguren Gosse med fiskar finns utanför Ulleråkers sjukhus i Uppsala och i Falkenberg. Porträtt av Evert Taube finns på Liseberg i Göteborg och på makarna Taubes gravmonument på Maria Magdalena kyrkogård i Stockholm. På Liseberg finns även hennes skulptur av fyra clowner, som Charlie Rivel stått modell för. I Rottneros skulpturpark finns ett av hennes porträtt av Selma Lagerlöf.
Många av Evert Taubes låtar är skrivna om eller till henne, bland annat Nocturne och Så skimrande var aldrig havet. I låtarna används inte hennes namn utan hon omnämns som fröken Blåklint, Fragrancia och Linnea.  
Hon fick 2009 ett torg i Enskededalen i Stockholm uppkallat efter sig.
Under hösten 2011 spelades föreställningen Hovkonstgjutarens dotter om Astri Taubes liv på Kungsbacka teater, Varbergs teater och Halmstad Teater. Medverkande var sonen Sven-Bertil Taube och Maia-ensemblen. SVT:s K-special sände en film om henne i december 2015 med titeln "Håll fast solen..." gjord av Rex Brådhe och Michaela Brådhe Hennig. Programmet gick i repris i september 2016. Taube finns representerad vid bland annat Nationalmuseum i Stockholm och Göteborgs universitetsbibliotek.

## Bildgalleri

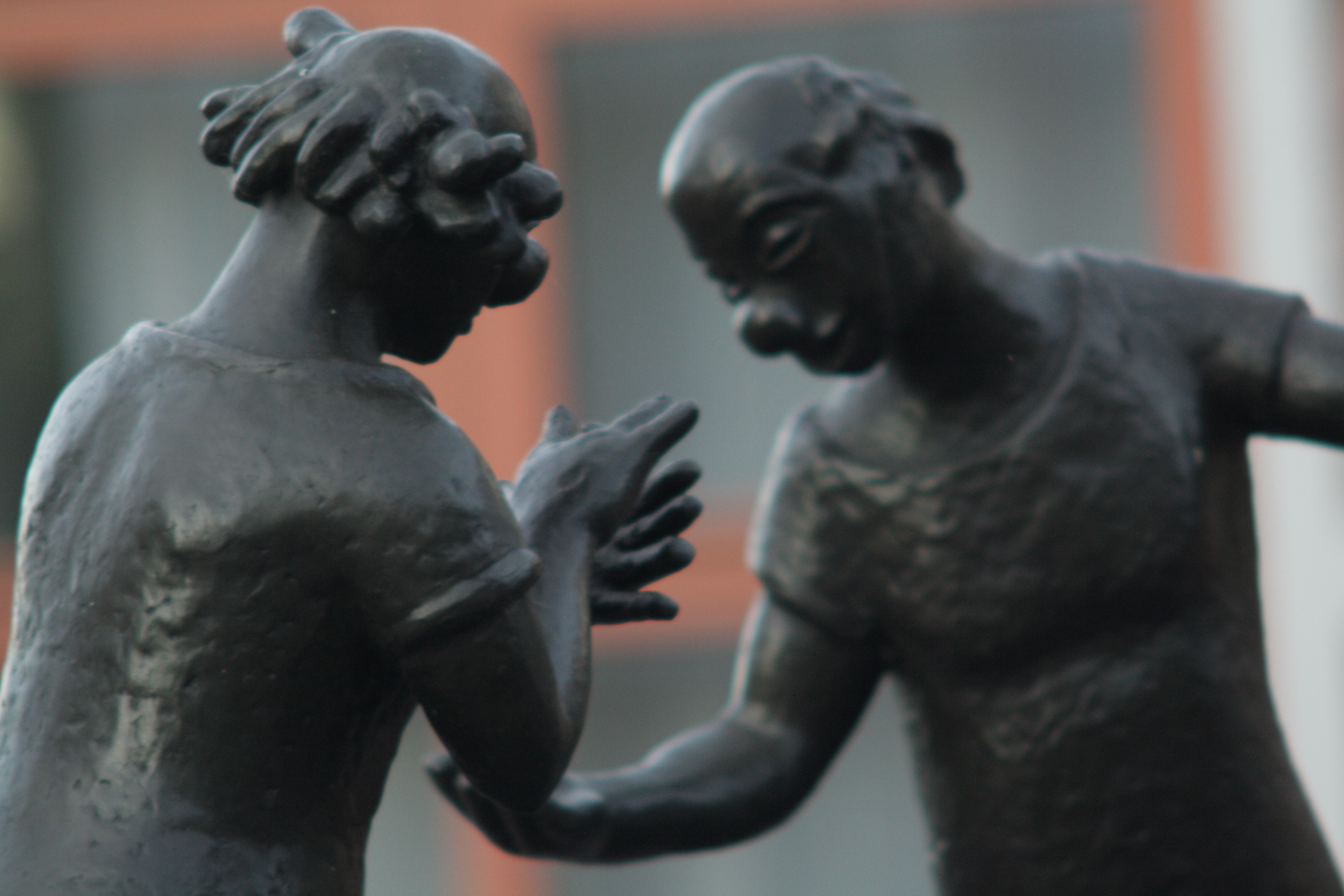
Clownerna, staty i brons, invigd 1983 till Lisebergs 60-årsjubileum.
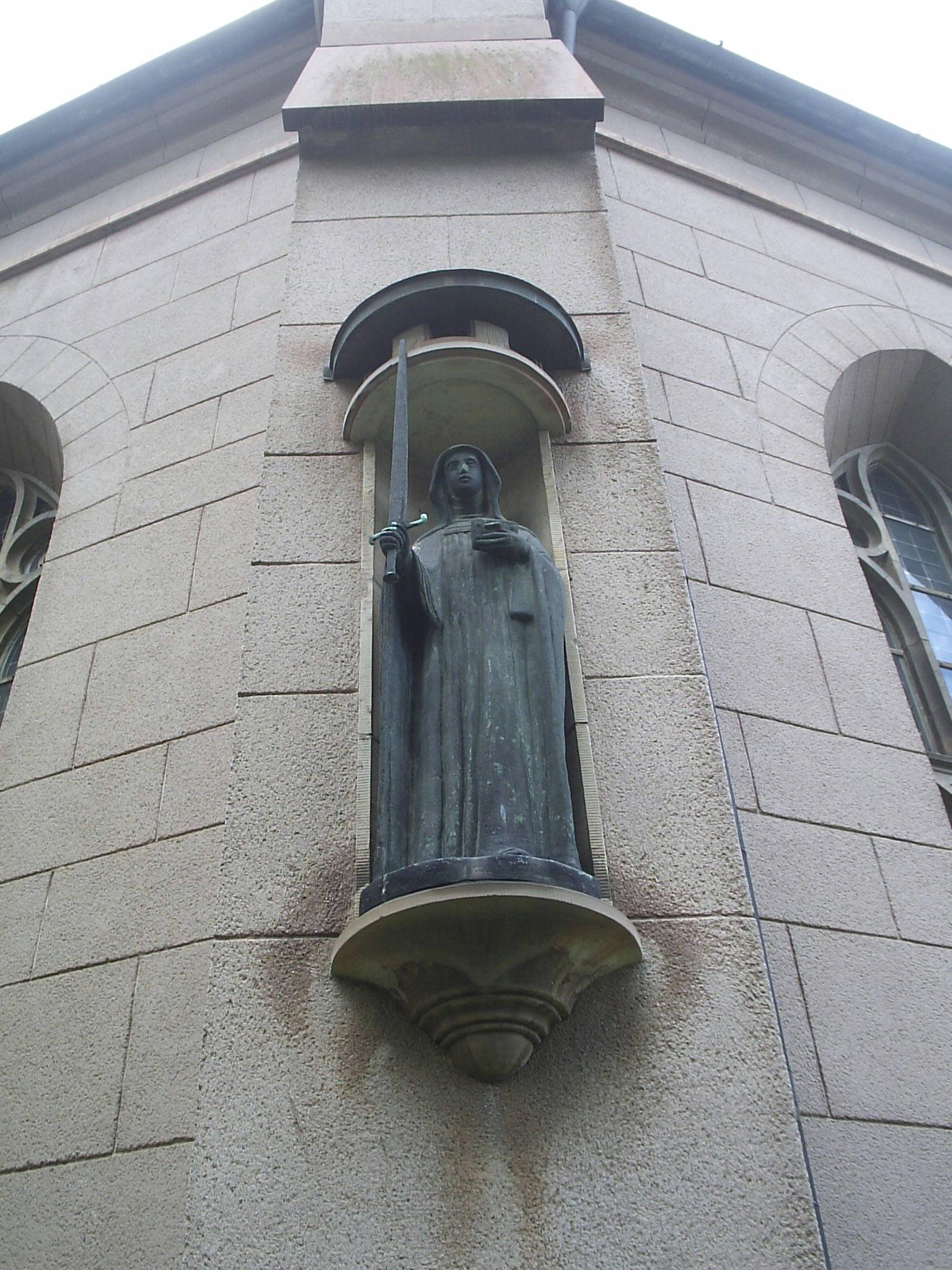
Sankta Elin vid Sankta Helena kyrka i Skövde, 1950, brons.
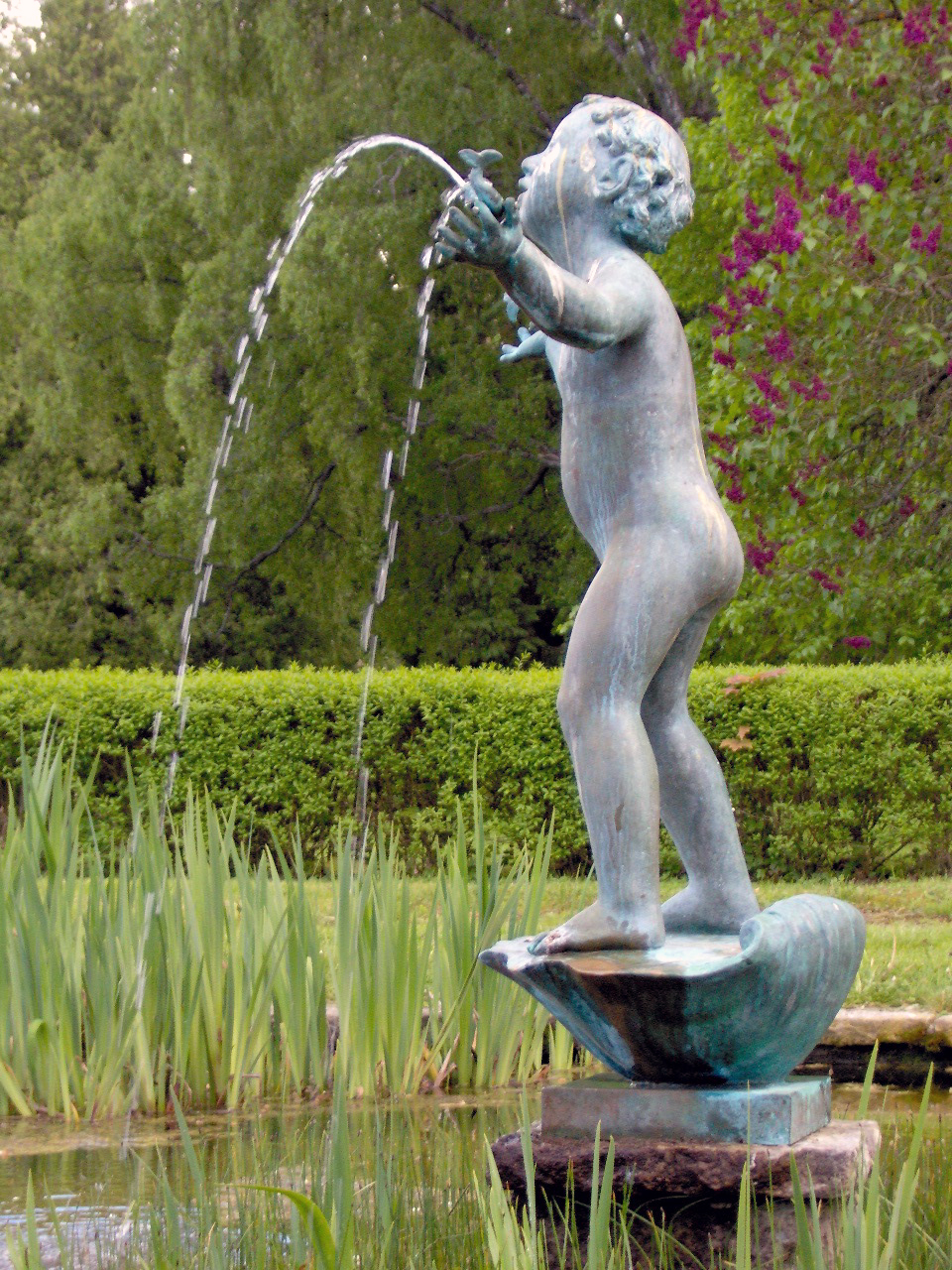
Skulptur och fontän vid Ulleråkers sjukhus i Uppsala, 1946.
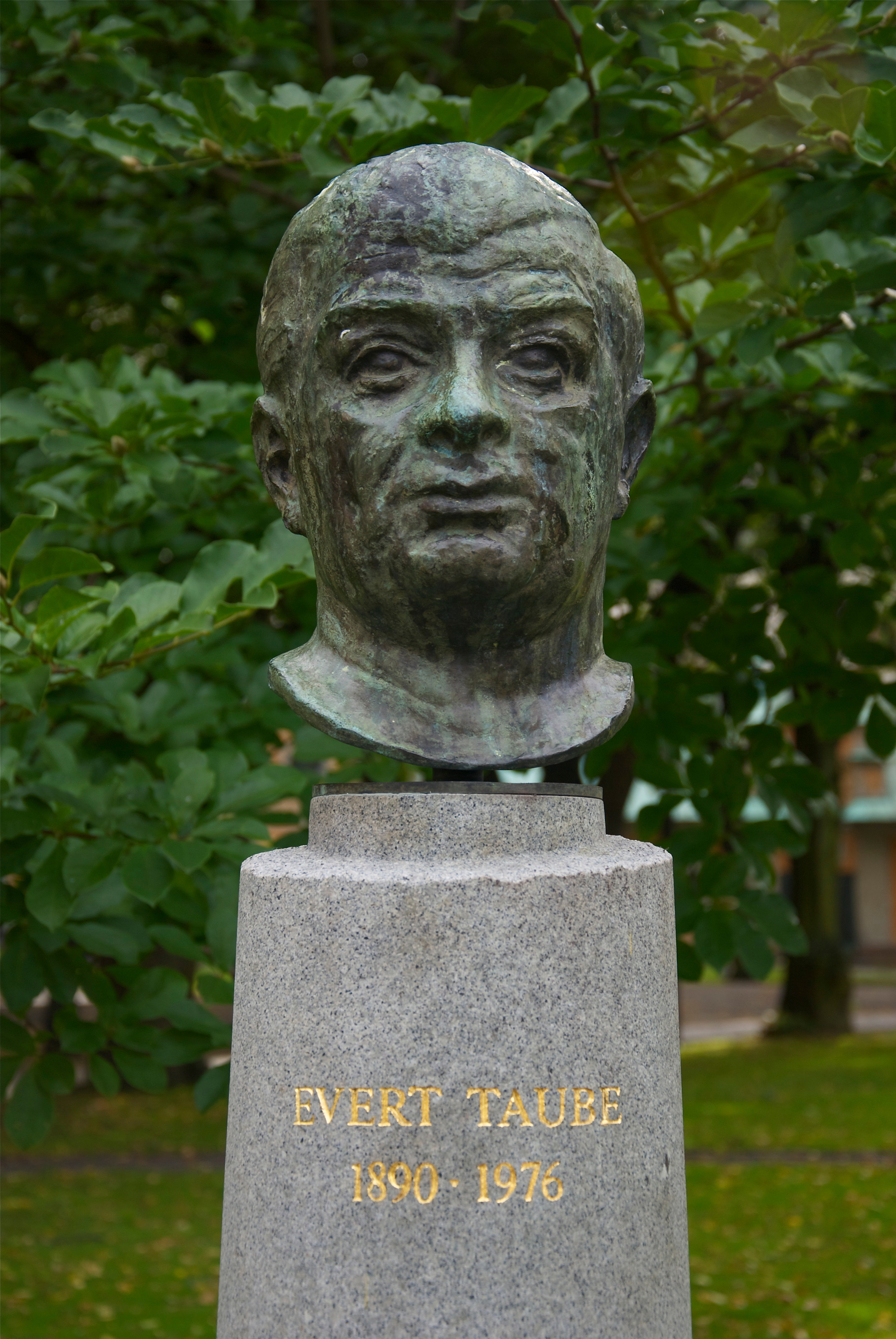
Evert Taubes gravvård på Maria Magdalena kyrkogård i Stockholm.